# مسدس البرشام
مسدس البرشام ، المعروف أيضًا بمطرقة البرشام أو المطرقة الهوائية،  هو نوع من الأدوات المستخدمة لتثبيت البرشام. يتم استخدام مسدس البرشام على رأس مصنع البرشام (الرأس موجود قبل التثبيت)، ويتم استخدام ساندة البرشام لدعم ذيل البرشام. تعمل الطاقة الناتجة عن المطرقة في مسدس البرشام على دفع العمل والمسمار ضد ساندة البرشام. نتيجة لذلك، يتم ضغط ذيل البرشام ويتصلب العمل. في الوقت نفسه، يتم سحب العمل بإحكام معًا والاحتفاظ به بين رأس البرشام والذيل المسطح (يسمى الآن رأس المتجر ، أو الذيل الخلفي، لتمييزه عن رأس المصنع). تعمل جميع مسدسات البرشام تقريبًا بالهواء المضغوط. إن مسدسات البرشام المستخدمة لتثبيت براشيم البناء الفولاذية كبيرة جدًا بينما تلك المستخدمة في تجميع الطائرات يسهل حملها بيد واحدة. ويختلف مسدس البرشام عن المطرقة الهوائية في دقة القوة الدافعة.
تختلف مسدسات البرشام في الحجم والشكل ولها مجموعة متنوعة من المقابض والمماسك. عادةً ما تحتوي مسدسات البرشام الهوائية على منظم يضبط كمية الهواء الداخل إلى الأداة. يمر الهواء المنظم الذي يدخل من خلال الصمام الخانق الذي يتم التحكم فيه عادةً بواسطة زناد في قبضة اليد. عندما يتم ضغط الزناد، ينفتح الصمام الخانق، مما يسمح بتدفق الهواء المضغوط إلى المكبس. أثناء تحرك المكبس، يفتح منفذ يسمح لضغط الهواء بالخروج. يصطدم المكبس بمجموعة البرشام. تدفع القوة الواقعة على مجموعة البرشام البرشام إلى العمل وضد ساندة البرشام. يشوه ساند البرشام ذيل البرشام. يتم إرجاع المكبس إلى الموضع الأصلي بواسطة زنبرك أو تحويل الصمام للسماح للهواء بدفع المكبس إلى وضع البداية.

## الضرب البطيء
يضرب المسدس البطيء ضربات متعددة طالما الزناد مضغوط. معدل التكرار حوالي 2500 ضربة في الدقيقة (نبضة في الدقيقة). إنه أسهل في التحكم من مسدس الضربة الواحدة. وربما يكون هذا هو النوع الأكثر شيوعًا من مسدسات البرشام المستخدمة.

## مسدس الضرب السريع
يضرب المسدس سريع الضربات عدة ضربات خفيفة الوزن بمعدل مرتفع طالما الزناد مضغوط. تتكرر هذه في حدود 2500 إلى 5000 نبضة في الدقيقة. ويستخدم المسدس سريع الضرب «الذي يشار إليه أحيانًا باسم الهزاز» بشكل عام مع المسامير اللينة.

## مسدس برشام الأركان
مبرشم الأركان هو مسدس برشام صغير يمكن استخدامه في المساحات المغلقة. يتم دفع البرشام بزاوية قائمة ليتم التعامل معها بواسطة مفك مموسر قصير للغاية.

## مضغطة برشام
يختلف هذا المسدس عن مسدسات البرشام أعلاه في أن ضغط الهواء يستخدم لتوفير حركة ضغط تضغط البرشام من كلا الجانبين بدلاً من الضربات المميزة. لا يمكن استخدام مسامير الضغط إلا بالقرب من الحافة بسبب العمق المحدود للسندان. بمجرد ضبطه بشكل صحيح، سينتج مبرشم الضغط دولارات برشام موحدة للغاية. يتم وضع الفك الثابت (الثابت) مقابل الرأس ويتم ضغط الظرف بفعل حركة البندقية.

## بندقية البرشام المنفجر

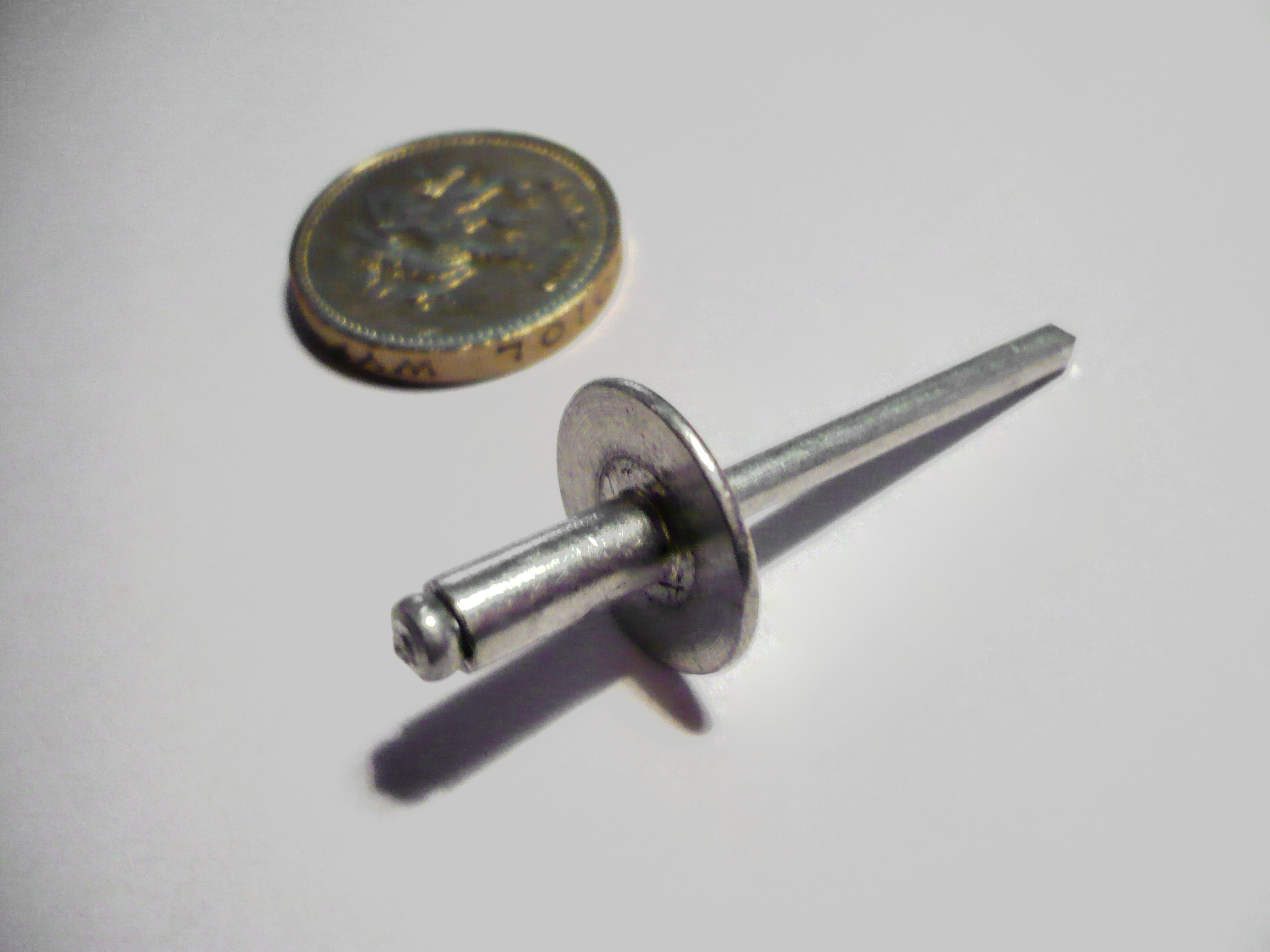
البرشام المنفجر المعتاد (المعروف أيضًا باسم البرشام الأعمى)

يتم تصنيع مسدس البرشام المنفجر لتثبيت مسامير البرشام على قطعة العمل. هذا النوع من مسدسات البرشام فريد من نوعه في التشغيل، لأنه لا يطرق البرشام في مكانه. بدلاً من ذلك، سيشكل مسدس البرشام الشائع برشامًا في المكان.
يتم تغذية المسدس فوق مغزل البرشام (عمود يبرز من رأس البرشام) ويتم إدخال ذيل البرشام في العمل. عندما يتم تشغيل البندقية (عادة عن طريق الضغط على المقبض)، يتم سحب كرة على ذيل البرشام باتجاه الرأس، وتضغط كمًا معدنيًا بين الكرة والرأس. يشكل هذا «رأسًا» آخر على الجانب المقابل لقطعة العمل، حيث يسحب طرفي العمل معًا ويثبته في مكانه بشكل آمن. يحتوي المغزل على نقطة ضعف تنكسر أو «تنفجر» عند اكتمال عملية التثبيت. هذا النمط من البرشام لا يتطلب استخدام ساندة البرشام، لأن القوة المطبقة بعيدة عن العمل.

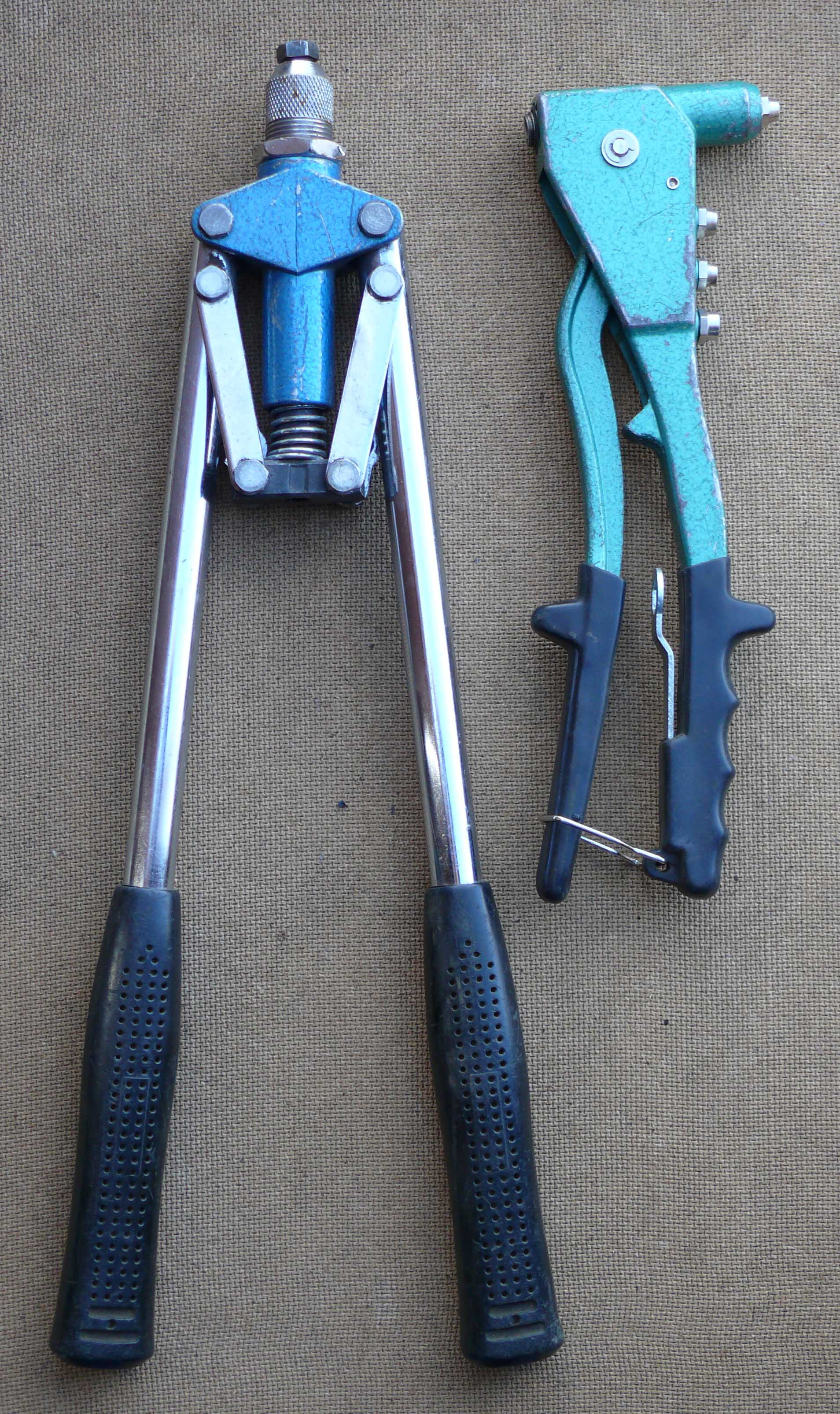
نمطين من مسدس البرشام المنفجر، نمط مقبض مزدوج ونمط مقبض ضغط الواحد.